# روسساو (زاکسونی)
روسساو (به آلمانی: Rossau) یک شهر در آلمان است که در میتل‌زاکسن واقع شده‌است. روسساو ۳٬۸۵۲ نفر جمعیت دارد.